# Kauriaganj
Kauriaganj es un pueblo y nagar Panchayat situado en el distrito de Aligarh en el estado de Uttar Pradesh (India). Su población es de 12244 habitantes (2011). 

## Demografía
Según el censo de 2001 la población de Kauriaganj era de 10581 habitantes, de los cuales el 53% eran hombres y el 47% eran mujeres. Kauriaganj tiene una tasa media de alfabetización del 41%, inferior a la media nacional del 59,5%: la alfabetización masculina es del 50%, y la alfabetización femenina del 31%.